# Kristin Booth
Kristin Booth (nacida el 28 de agosto de 1974) es una actriz canadiense, nacida en Kitchener, Ontario. Se graduó con honores en la Escuela de Teatro Ryerson de Ryerson University en 1997. También es graduada en la Rockway Mennonite Collegiate en Kitchener, Ontario.

## Carrera
Kristin Booth creció en Kinkora, cerca de la ciudad del festival de Shakespeare de Stratford, Ontario. Hizo su debut en la interpretación cuando tenía 12 años, interpretando a una huérfana en una producción veraniega de Annie. Su primer papel protagonista en una película vino con la película de 2003 Foolproof junto a Ryan Reynolds. En 2008, progresó con dos actuaciones, como una prostituta desesperada en This Beautiful City y un giro cómico como parte del conjunto del elenco en Young People Fucking, para el cual recibió el premio Genie a la mejor actriz de reparto. Comenzando en 2014, aparece en la película original de Hallmark Signed, Sealed, Delivered como Shane McInerney, una empleada postal.

## Filmografía

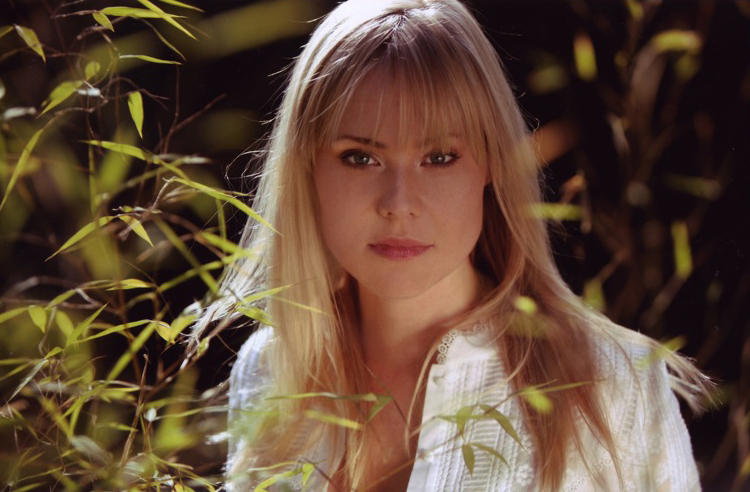
Booth en 2008

### Película
| Año  | Título                         | Papel         | Notas                          |
| ---- | ------------------------------ | ------------- | ------------------------------ |
| 1999 | Detroit Rock City              | Cajera        |                                |
| 2000 | Gossip                         | Diane         |                                |
| 2001 | Cruel Intentions 2             | Lauren        | No acreditada, directo a vídeo |
| 2001 | On the Line                    | Sam           |                                |
| 2003 | Foolproof                      | Sam           |                                |
| 2006 | Kardia                         | Sally         |                                |
| 2007 | KAW                            | Cynthia       |                                |
| 2007 | Young People Fucking           | Abby          |                                |
| 2007 | This Beautiful City            | Guapa         |                                |
| 2009 | Crackie                        | Gail          |                                |
| 2009 | Defendor                       | Wendy Carter  |                                |
| 2009 | At Home by Myself... with You  | Romy          |                                |
| 2010 | Bagged                         | Emma          | Cortometraje                   |
| 2010 | American Wife                  | Amy           | Cortometraje                   |
| 2010 | Three Mothers                  | Colleen Date  | Cortometraje                   |
| 2010 | Love Letter from an Open Grave | Lisa          | Cortometraje                   |
| 2011 | Cloudburst                     | Molly         |                                |
| 2011 | Below Zero                     | Penny / Paige |                                |
| 2013 | Sex After Kids                 | Bethany       |                                |
| 2014 | The Calling                    | Grace Batten  |                                |

### Televisión
| Año     | Título                                        | Papel                   | Notas                                      |
| ------- | --------------------------------------------- | ----------------------- | ------------------------------------------ |
| 1997    | Exhibit A: Secrets of Forensic Science        | Leslie Wilco            | Episodio: "The Cheerleader Murder"         |
| 1998    | Brimstone: el pacto                           | Profesora               | Episodio: "Piloto"                         |
| 1998    | Ice                                           | Jessica                 | Película para TV                           |
| 1998    | Traders                                       | Lulu                    | 2 episodios                                |
| 1999    | Crime in Connecticut: The Story of Alex Kelly | Ashley Roberts          | Película para TV                           |
| 1999    | Total Recall 2070                             | Ashley                  | Episodio: "Brightness Falls"               |
| 1999    | The Hunt for the Unicorn Killer               | Buffy Maddux            | Película para TV                           |
| 1999    | La Femme Nikita                               | Sondra                  | Episodio: "Hand to Hand"                   |
| 1999    | The Promise                                   | Jennifer Stoller        | Película para TV                           |
| 2000    | A Tale of Two Bunnies                         | Evie                    | Película para TV                           |
| 2000    | Code Name: Eternity                           | Mandie                  | Episodio: "24 Hours"                       |
| 2000    | Blessed Stranger: After Flight 111            | Emma O'Rourke           | Película para TV                           |
| 2000    | Daring & Grace: Teen Detectives               | Tracy Grace             | Episodio: "The Case of the Voodoo Villain" |
| 2001    | Jewel                                         | Annie Hilburn (19 años) | Película para TV                           |
| 2001    | A Mother's Fight for Justice                  |                         | Película para TV                           |
| 2001    | A Nero Wolfe Mystery                          | Dini Lauer              | Episodio: "Door to Death"                  |
| 2001    | Paradise Falls                                | Trudy Sinclair          | 3 episodios                                |
| 2001    | Stolen Miracle                                | Chica del motel         | Película para TV                           |
| 2002    | Two Against Time                              | Kimberly                | Película para TV                           |
| 2002    | Salem Witch Trials                            | Lizzy Porter            | Película para TV                           |
| 2003    | Burn: The Robert Wraight Story                | Marita Wraight          | Película para TV                           |
| 2004    | Puppets Who Kill                              | Charlie                 | Episodio: "Prostitutes for Jesus"          |
| 2004    | This Is Wonderland                            | Srta. Brice             | Episodio: "1.10"                           |
| 2004    | Sleep Murder                                  | Dra. Macy Olsen         | Película para TV                           |
| 2004    | Missing                                       | Paula Galen             | 2 episodios                                |
| 2004–05 | Regénesis                                     | Daisy Markovic          | 4 episodios                                |
| 2005    | The Newsroom                                  | Nora                    | 6 episodios                                |
| 2005    | Braveface                                     | Evie (voz)              | Episodio: "Clean Slate"                    |
| 2005    | Show Me Yours                                 | Olivia                  | 6 episodios                                |
| 2006    | Prairie Giant                                 | Irma Douglas            | Miniserie                                  |
| 2007    | The Company                                   | Adelle Sweet Kristsky   | Episodio: "1.2"                            |
| 2008    | My Best Friend's Girl                         | Melissa                 | Película para TV                           |
| 2008    | Supernatural                                  | Renee Van Allen         | Episodio: "Malleus Maleficarum"            |
| 2008    | MVP                                           | Connie                  | 10 episodios                               |
| 2009    | Flashpoint                                    | Sarah Scott             | Episodio: "Backwards Day"                  |
| 2009    | The Listener                                  | Lindsay Wallace         | Episodio: "Beginning to See the Light"     |
| 2009    | The Border                                    | Louise Tilden           | Episodio: "The Dead" Episodio: "Broken"    |
| 2010    | Harriet the Spy: Blog Wars                    | Golly                   | Película para TV                           |
| 2010    | Rookie Blue                                   | Melanie                 | Episodio: "Fite Nite"                      |
| 2010    | Sunday's at Tiffany's                         | Jaqueline               | Película para TV                           |
| 2009–11 | Producing Parker                              | Parker Kovak            | 26 episodios                               |
| 2011    | Republic of Doyle                             | Toni Burke              | Episodio: "Sympathy for the Devil"         |
| 2011    | The Kennedys                                  | Ethel Kennedy           | 8 episodios                                |
| 2011    | Dave vs Death                                 | Mandy                   | Piloto de TV no vendido                    |
| 2011    | Haven                                         | Nikki Coleman           | Episodio: "Lockdown"                       |
| 2014    | Signed, Sealed, Delivered                     | Shane McInerney         | 10 episodios                               |
| 2014–15 | Orphan Black                                  | Bonnie Johanssen        | 6 episodios                                |
| 2022    | The Boys                                      | Tessa TNT               | 3 episodios                                |

## Premios
| Año  | Premios                      | Grupo                                     | Película                     | Resultado |
| ---- | ---------------------------- | ----------------------------------------- | ---------------------------- | --------- |
| 2005 | Premios Gemini               | Mejor Actriz de Reparto en Papel Invitado | ReGenesis                    |           |
| 2008 | Premios Genie                | Mejor Actriz en Papel Invitado            | Young People Fucking         |           |
| 2009 | Premios Gemini               | Mejor Actriz en Papel Invitado            | Flashpoint                   |           |
| 2010 | Premio de Comedia Canadiense | Interpretación de Cine, Femenino          | At Home by Myself...With You | [ 4 ]     |